# جيسون هندرسون
جيسون هندرسون (بالإنجليزية: Jason Henderson)‏ (1971)؛ روائي أمريكي.